# Torneo de Roland Garros 1959
La edición 58.ª de los Internacionales de Francia de Roland Garros se celebró  entre el 19 de mayo y el 30 de mayo de 1959 en las pistas del Stade Roland Garros de París, Francia.
El cuadro individual masculino lo iniciaron 86 tenistas  mientras que el cuadro individual femenino comenzó con 64 tenistas.

## Hechos destacados
En la competición individual masculina se impuso  por el italiano  Nicola Pietrangeli  logrando así el primero de los dos títulos que obtendría en París al imponerse en la final al sudafricano Ian Vermaak convirtiéndose así en el primer tenista italiano en alcanzar la victoria en Roland Garros.
En la competición individual femenina la victoria fue para la británica Christine Truman que lograba su único título en un torneo del Gran Slam  al imponerse a la húngara  Zsuzsa Körmöczy.

## Palmarés
|                      | Vencedor                          | Resultado          | Finalista                 | Finalista |
| -------------------- | --------------------------------- | ------------------ | ------------------------- | --------- |
| Individual masculino | Nicola Pietrangeli                | 3-6, 6-3, 6-4, 6-1 | Ian Vermaak               |           |
| Individual femenino  | Christine Truman                  | 6-4, 7-5           | Zsuzsa Körmöczy           |           |
| Dobles masculino     | Orlando Sirola Nicola Pietrangeli | 6-3, 6-2, 14-12    | Roy Emerson Neale Fraser  |           |
| Dobles femenino      | Sandra Reynolds Renee Schuurman   | 2-6, 6-0, 6-1      | Yola Ramírez Rosie Darmon |           |
| Dobles mixto         | Yola Ramírez William Knight       | 6-4, 6-4           | Renee Schuurman Rod Laver |           |

## Cabezas de serie
| N.º | Jugador            | Resultado                   | Resultado              |
| 1   | Luis Ayala         | Semifinal batido por        | Ian Vermaark           |
| 2   | Neale Fraser       | Semifinal batido por        | Nicola Pietrangeli (2) |
| 3   | Nicola Pietrangeli | Victoria sobre              | Ian Vermaark           |
| 4   | Ian Vermaak        | Final batido por            | Nicola Pietrangeli (3) |
| 5   | Jacques Brichant   | Cuartos de final batido por | Ian Vermaak            |
| 6   | Pierre Darmon      | 1ª ronda batido por         | Jiri Javorsky          |
| 7   | Jon Douglas        | 3ª ronda batido por         | martin Mulligan        |
| 8   | Budge Patty        | 3ª ronda batido por         | Jan-Erik Lundquist     |
| 9   | Roy Emerson        | Cuartos de final batido por | Luis Ayala (1)         |
| 10  | Jaroslav Drobný    | 4ª ronda batido por         | Martin Mulligan        |
| 11  | Williams Knight    | Cuartos de final batido por | Nicola Pietrangeli (3) |
| 12  | Orlando Sirola     | 3ª ronda batido por         | Kurt Nielsen           |
| 13  | Rod Laver          | 3ª ronda batido por         | Ladislav Legenstein    |
| 14  | Martin Mulligan    | Cuartos de final batido por | Neale Fraser (2)       |
| 15  | Lew Gerrard        | 4ª ronda batido por         | Neale Fraser (2)       |
| 16  | Giuseppe Merlo     | 4ª ronda batido por         | Luis Ayala             |

| N.º | Jugadora               | Resultado                   | Resultado              |
| 1   | Zsuzsi Kormoczy        | Final batida por            | Christine Truman (2)   |
| 2   | Christine Truman       | Victoria sobre              | Zsuzsi Kormoczy (2)    |
| 3   | Maria Esther Bueno     | Cuartos de final batida por | Sandra Reynodls (6)    |
| 4   | Shirley Brasher        | 3ª ronda batida por         | Rosa María Reyes (13)  |
| 5   | Mary Reitano           | Cuartos de final batida por | Rosa María Reyes (13)  |
| 6   | Sandra Reynolds        | Semifinal batida por        | Christine Truman (2)   |
| 7   | Jeanne Marie Arth      | 2ª ronda batida por         | Paule Courteix         |
| 8   | Yola Ramírez           | 3ª ronda batida por         | Vera Puzejova (9)      |
| 9   | Vera Puzejova          | Cuartos de final batida por | Zsuzsi Kormoczy (1)    |
| 10  | Christiane Mercelis    | 2ª ronda batida por         | Marie-Odile Bouchet    |
| 11  | Janet Hopps            | 3ª ronda batida por         | Sandra Reynolds (6)    |
| 12  | Florence De La Courtie | 3ª ronda batida por         | Mary Reitano (5)       |
| 13  | Rosa María Reyes       | Semifinal batida por        | Zsuzsi Kormoczy (1)    |
| 14  | Silvana Lazzarino      | 3ª ronda batida por         | Maria Esther Bueno (3) |
| 15  | Renee Schuurman        | 2ª ronda batida por         | Lucia Bassi            |
| 16  | Mimi Arnold            | 3ª ronda batida por         | Zsuzsi Kormoczy (1)    |

## Cuadros Finales

### Categoría sénior

#### Torneo individual masculino
|  | Cuartos de final | Cuartos de final   | Cuartos de final | Cuartos de final   | Cuartos de final | Cuartos de final | Cuartos de final |                    |            | Semifinales | Semifinales | Semifinales | Semifinales | Semifinales |  |  | Final       | Final | Final | Final | Final | Final |  |
|  |                  |                    |                  |                    |                  |                  |                  |                    |            |             |             |             |             |             |  |  |             |       |       |       |       |       |  |
|  |                  |                    |                  |                    |                  |                  |                  |                    |            |             |             |             |             |             |  |  |             |       |       |       |       |       |  |
|  | 1                | Luis Ayala         | 1                | 6                  | 6                | 6                |                  |                    |            |             |             |             |             |             |  |  |             |       |       |       |       |       |  |
|  | 1                | Luis Ayala         | 1                | 6                  | 6                | 6                |                  |                    |            |             |             |             |             |             |  |  |             |       |       |       |       |       |  |
|  | 9                | Roy Emerson        | 6                | 4                  | 4                | 3                |                  |                    |            |             |             |             |             |             |  |  |             |       |       |       |       |       |  |
|  | 9                | Roy Emerson        | 6                | 4                  | 4                | 3                |                  | 1                  | Luis Ayala | 2           | 1           | 4           |             |             |  |  |             |       |       |       |       |       |  |
|  |                  |                    |                  |                    |                  |                  |                  | 1                  | Luis Ayala | 2           | 1           | 4           |             |             |  |  |             |       |       |       |       |       |  |
|  |                  |                    |                  | Ian Vermaak        | 6                | 6                | 6                |                    |            |             |             |             |             |             |  |  |             |       |       |       |       |       |  |
|  |                  | Ian Vermaak        | 4                | Ian Vermaak        | 6                | 6                | 6                | 2                  | 6          | 6           | 6           |             |             |             |  |  |             |       |       |       |       |       |  |
|  |                  |                    |                  |                    |                  |                  |                  | 2                  | 6          | 6           | 6           |             |             |             |  |  |             |       |       |       |       |       |  |
|  | 5                | Jacques Brichant   | 6                | 6                  | 4                | 3                | 4                |                    |            |             |             |             |             |             |  |  |             |       |       |       |       |       |  |
|  | 5                | Jacques Brichant   | 6                | 6                  | 4                | 3                | 4                |                    |            |             |             |             |             |             |  |  | Ian Vermaak | 6     | 3     | 4     | 1     |       |  |
|  |                  |                    |                  |                    |                  |                  |                  |                    |            |             |             |             |             |             |  |  | Ian Vermaak | 6     | 3     | 4     | 1     |       |  |
|  |                  |                    | 3                | Nicola Pietrangeli | 3                | 6                | 6                | 6                  |            |             |             |             |             |             |  |  |             |       |       |       |       |       |  |
|  | 11               | Billy Knight       | 3                | Nicola Pietrangeli | 3                | 6                | 6                | 6                  | 1          | 2           | 1           |             |             |             |  |  |             |       |       |       |       |       |  |
|  | 11               | Billy Knight       |                  |                    |                  |                  |                  |                    |            | 2           | 1           |             |             |             |  |  |             |       |       |       |       |       |  |
|  | 3                | Nicola Pietrangeli | 6                | 6                  | 6                |                  |                  |                    |            |             |             |             |             |             |  |  |             |       |       |       |       |       |  |
|  | 3                | Nicola Pietrangeli | 6                | 6                  | 6                |                  | 3                | Nicola Pietrangeli | 7          | 6           | 7           |             |             |             |  |  |             |       |       |       |       |       |  |
|  |                  |                    |                  |                    |                  |                  |                  | Nicola Pietrangeli | 7          | 6           | 7           |             |             |             |  |  |             |       |       |       |       |       |  |
|  |                  |                    | 2                | Neale Fraser       | 5                | 3                | 5                |                    |            |             |             |             |             |             |  |  |             |       |       |       |       |       |  |
|  |                  | Martin Mulligan    | 2                | Neale Fraser       | 5                | 3                | 5                | 4                  | 6          | 1           |             |             |             |             |  |  |             |       |       |       |       |       |  |
|  |                  |                    |                  |                    |                  |                  |                  | 4                  | 6          | 1           |             |             |             |             |  |  |             |       |       |       |       |       |  |
|  | 2                | Neale Fraser       | 6                | 8                  | 6                |                  |                  |                    |            |             |             |             |             |             |  |  |             |       |       |       |       |       |  |
|  | 2                | Neale Fraser       | 6                | 8                  | 6                |                  |                  |                    |            |             |             |             |             |             |  |  |             |       |       |       |       |       |  |
|  |                  |                    |                  |                    |                  |                  |                  |                    |            |             |             |             |             |             |  |  |             |       |       |       |       |       |  |

#### Torneo individual  femenino
|  | Cuartos de final | Cuartos de final   | Cuartos de final | Cuartos de final | Cuartos de final |   |                 | Semifinales     | Semifinales | Semifinales | Semifinales | Semifinales |  |   | Final           | Final | Final | Final |  |
|  |                  |                    |                  |                  |                  |   |                 |                 |             |             |             |             |  |   |                 |       |       |       |  |
|  |                  |                    |                  |                  |                  |   |                 |                 |             |             |             |             |  |   |                 |       |       |       |  |
|  | 1                | Zsuzsi Kormoczy    | 6                | 6                |                  |   |                 |                 |             |             |             |             |  |   |                 |       |       |       |  |
|  | 1                | Zsuzsi Kormoczy    | 6                | 6                |                  |   |                 |                 |             |             |             |             |  |   |                 |       |       |       |  |
|  | 9                | Vera Puzejova      | 3                | 4                |                  |   |                 |                 |             |             |             |             |  |   |                 |       |       |       |  |
|  | 9                | Vera Puzejova      | 3                | 4                |                  | 1 | Zsuzsi Kormoczy | 6               | 6           |             |             |             |  |   |                 |       |       |       |  |
|  |                  |                    |                  |                  |                  | 1 | Zsuzsi Kormoczy | 6               | 6           |             |             |             |  |   |                 |       |       |       |  |
|  |                  |                    | 13               | Rosa Maria Reyes | 3                | 0 |                 |                 |             |             |             |             |  |   |                 |       |       |       |  |
|  | 13               | Rosa Maria Reyes   | 13               | Rosa Maria Reyes | 3                | 0 | 4               | 6               | 6           |             |             |             |  |   |                 |       |       |       |  |
|  | 13               | Rosa Maria Reyes   |                  |                  |                  |   |                 |                 |             |             |             |             |  |   |                 |       |       |       |  |
|  | 5                | Mary Reitano       | 6                | 1                | 4                |   |                 |                 |             |             |             |             |  |   |                 |       |       |       |  |
|  | 5                | Mary Reitano       | 6                | 1                | 4                |   |                 |                 |             |             |             |             |  | 1 | Zsuzsi Kormoczy | 4     | 5     |       |  |
|  |                  |                    |                  |                  |                  |   |                 |                 |             |             |             |             |  | 1 | Zsuzsi Kormoczy | 4     | 5     |       |  |
|  |                  |                    | 2                | Christine Truman | 6                | 7 |                 |                 |             |             |             |             |  |   |                 |       |       |       |  |
|  | 6                | Sandra Reynolds    | 2                | Christine Truman | 6                | 7 | 2               | 6               | 6           |             |             |             |  |   |                 |       |       |       |  |
|  | 6                | Sandra Reynolds    |                  |                  |                  |   |                 |                 |             |             |             |             |  |   |                 |       |       |       |  |
|  | 3                | Maria Esther Bueno | 6                | 4                | 2                |   |                 |                 |             |             |             |             |  |   |                 |       |       |       |  |
|  | 3                | Maria Esther Bueno | 6                | 4                | 2                |   | 6               | Sandra Reynolds | 6           | 6           | 2           |             |  |   |                 |       |       |       |  |
|  |                  |                    |                  |                  |                  |   | 6               | Sandra Reynolds | 6           | 6           | 2           |             |  |   |                 |       |       |       |  |
|  |                  |                    | 2                | Christine Truman | 4                | 8 | 6               |                 |             |             |             |             |  |   |                 |       |       |       |  |
|  |                  | Paule Courteix     | 2                | Christine Truman | 4                | 8 | 6               | 1               | 6           |             |             |             |  |   |                 |       |       |       |  |
|  |                  |                    |                  |                  |                  |   |                 | 1               | 6           |             |             |             |  |   |                 |       |       |       |  |
|  | 2                | Christine Truman   | 6                | 8                |                  |   |                 |                 |             |             |             |             |  |   |                 |       |       |       |  |
|  | 2                | Christine Truman   | 6                | 8                |                  |   |                 |                 |             |             |             |             |  |   |                 |       |       |       |  |
|  |                  |                    |                  |                  |                  |   |                 |                 |             |             |             |             |  |   |                 |       |       |       |  |